# Goro (woreda, Debub Mirab Shewa)
Pour les articles homonymes, voir Goro.
Goro est un woreda du centre de l'Éthiopie situé dans la zone Sud-Ouest Shewa de la région Oromia. Peuplé de 45 486 habitants en 2007, il reprend la partie sud de l'ancien woreda Walisona Goro autour de la localité homonyme. Sa principale agglomération est Gurura.
Les deux localités se trouvent sur la route d'Addis-Abeba à Jimma, une vingtaine de kilomètres au sud-ouest de Waliso,.
Les Kebena (en), que l'on retrouve également dans le woreda voisin Kebena, forment la majorité des habitants du woreda[réf. souhaitée].
Le recensement national de 2007 fait état pour le woreda d'une population de 45 486 habitants dont 8 % de citadins qui sont les 3 326 habitants de Gurura ainsi que 388 habitants à Goro. La majorité des habitants (70 %) sont musulmans, 27 % sont orthodoxes et 2 % sont protestants.
En 2022, la population est estimée à 66 104 personnes avec une densité de population de 177 personnes par km2 et 373 km2 de superficie.